# إم إس وورلد ديسكفرر
إم إس وورلد ديسكفرر (بالإنجليزية: MS World Discoverer) سفينة سياحية صممت وصنعت بواسطة شركة شيتشاو سيبيكفيرت في ألمانيا عام 1974. سميت خلال صنعها "BEWA Discoverer"، وانجزت بالكامل في مدينة بريمرهافن في ألمانيا. اصطدمت السفينة بعائق تحت الماء وتضررت ضررًا كبيرًا، في عام 2000. لاحقًا سحبت إلى سواحل جزر سليمان، وتخلت الشركة عنها.

## التاريخ
صنعت السفينة سنة 1974تحت مسمى "BEWA Discoverer"، وبيعت لشركة BEWA الدنمركية. اسم السفينة تغير إلى "ثوماس لويل ديسكفرر"، وأصبحت تعمل أسبوعيًا من منطقة البحيرات السبعة في شيكاغو وحتى مونتريال (وبالعكس) على طريق سانت لورانس البحري. بيعت مجددًا إلى شركة أدفانتشر كريسس وسميت "وورلد ديسكفرر". ثم سجلت السفينة في سنغافورة عام 1976، بعد شرائها من شركة سوسايتي إكسبديشن، التي تغير اسمها لاحقًا إلى سوسايتي إكسبديشن كريسس، ولها مكاتب في سياتل وألمانيا. وفي عام 1990سجلت في ليبيريا تحت اسم وورلد ديسكفرر. كان للسفينة هيكل مزدوج، مما يسمح برحلات دورية إلى المناطق القطبية في القطب الجنوبي للسماح لركابها بمراقبة تحركات الجليد الغطائي وتوفير الحماية من التأثيرات الطفيفة. وفي عام 1996، جددت السفينة تحت اسم وورلد ديسكفرر. وكانت السفينة تحمل أسطولًا من زوارق الدنجي، مما يسمح للركاب بالاقتراب من الجليد الطافي للمراقبة.

## حطام السفينة

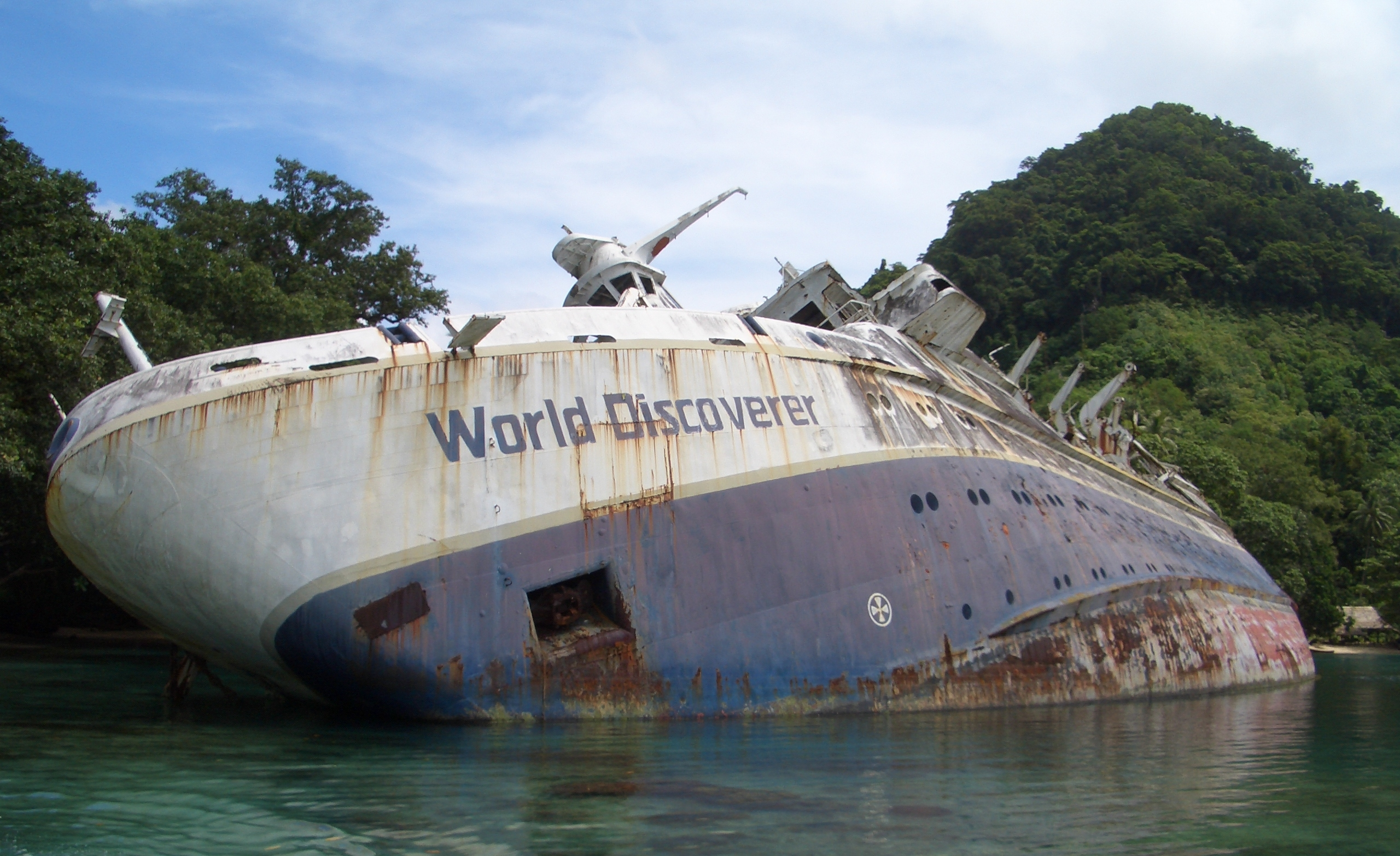
حطام سفينة إم إس وورلد ديسكفرر في يوليو 2007

أثناء مرور السفينة في ممر ساندفلاي في جزر سليمان اصطدمت بصخرة كبيرة مجهولة أو شعاب مرجانية ، وذلك في 30 أبريل 2000، الساعة 4 بعد الظهر بالتوقيت المحلي (0500 GMT). أرسل الكابتن كروس إشارة استغاثة تم استقبالها في هونيارا عاصمة جزر سليمان. أرسلت عبارة لنقل المسافرين، وأنقذوا جميعًا إلى برّ الأمان. ثم جلب القبطان السفينة إلى خليج رودريك بعد أن بدأت السفينة تنخفض في البحر بمقدار 20 درجة، وأرساها هناك لتجنب غرقها. وبعد إجراء مسح عام للسفينة تحت الماء، أُعلن عن فقدان وورلد ديسكفرر لأمانها البحري، ولعدم قدرتها على الإبحار مجددًا. ظلت السفينة في خليج رودريك منذ ذلك الحين.
وهنأ مايكل لوماكس، رئيس شركة سوسايتي إكسبديشن، القبطان والطاقم على تصرفاتهم البطولية والمهنية، قائلًا إنهم عملوا "بطريقة مثالية" خلال الأزمة. وقد كان من المقرر أن تجري السفينة فحصها السنوي في الحوض الجاف في 11 مايو عندما تكون أعمال الصيانة السنوية قد اكتملت. وكان من المقرر أيضًا إنشاء جناحين إضافيين على سطح القارب، وتركيب نظام جديد للحماية من الحرائق في جميع أنحاء السفينة.

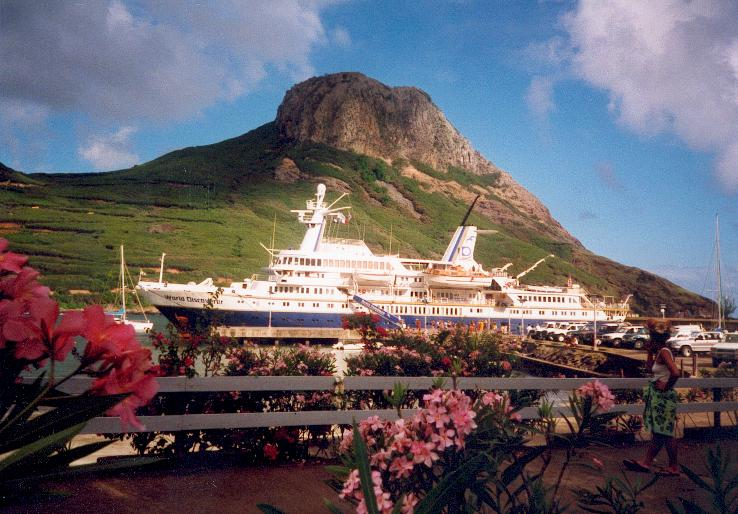
سفينة إم إس وورلد ديسكفرر في ميناء وا بو في جزر ماركيساس التابعة لبولينزيا الفرنسية.

## ما بعد الكارثة
ما زالت سفينة وورلد ديسكفرر في خليج رودريك القابع في جزر نجيلا، وهي مائلة بدرجة ميل 46°. عند رسو السفينة كانت أقرب شركة إنقاذ موجودة في استراليا، لكن هذه الشركة وجدت أن السكان المحليين نهبوا السفينة بمساعدة فصائل محليّة. حاولت الشركة إنقاذها لكن تخلو عن ذلك بعد تبادل لاطلاق النار مع القبائل المحليّة، حينها كانت البلاد في حرب أهليّة. وزادت ظاهرة المد والجزر من تلف السفينة، حيث تضررت النوافذ وتشكل الصدأ السطحي. أصبحت السفينة الآن منطقة جذب سياحي لدى سكان الجزيرة المحليين بالإضافة إلى خطوط الرحلات البحرية الأخرى التي تمر عبرها.
في أعقاب تحطم السفينة، أطلقت شركة سوسايتي إكسبديشن سفينة مستكشفة للجليد وأطلق عليها اسم نفس اسم السفينة المتحطمة "وورلد ديسكفرر". بدأت السفينة الجديدة رحلاتها سنة 2002. توقفت شركة سوسايتي إكسبديشن عن العمل في يونيو 2004 بعد أن استولى الدائنون على سفينتهم الجديدة في مدينة نوم في ألاسكا، وغيروا اسم السفينة إلى "سيلفر إكسبلورر". وبعد أسبوعين، تقدمت بطلب إشهار إفلاس التصفية، بموجب الفصل السابع.